# Vlag van Sint-Maartensdijk

Vlag van Sint-Maartensdijk
(1962-1971)

De vlag van Sint-Maartensdijk is op 28 augustus 1962 vastgesteld als gemeentelijke vlag van de Zeeuwse gemeente Sint-Maartensdijk. De beschrijving luidt: 
Geschuind van oranje en groen over de vluchtdiagonaal, gescheiden door een witte baan.
De kleuren wit en groen van de vlag zijn ontleend aan het gemeentelijke wapenschild. De kleur oranje verwijst naar de betrekkingen die de stad met het koningshuis heeft.
In 1971 ging de gemeente op in Tholen, waardoor de vlag als gemeentevlag kwam te vervallen.

## Verwante afbeeldingen

Het wapen van Sint-Maartensdijk

Aardenburg 
· Arnemuiden 
· Axel 
· Baarland 
· Biervliet 
· Biggekerke 
· Borssele 
· Breskens 
· Brouwershaven 
· Bruinisse 
· Burgh 
· Domburg 
· Dreischor 
· Driewegen 
· Duiveland 
· Ellewoutsdijk 
· 's-Gravenpolder 
· Groede 
· Haamstede 
· 's-Heer Abtskerke 
· 's-Heer Arendskerke 
· Hoedekenskerke 
· Hontenisse 
· IJzendijke 
· Kloetinge 
· Kortgene 
· Koudekerke 
· Krabbendijke 
· Kruiningen 
· Mariekerke 
· Meliskerke 
· Middenschouwen 
· Nieuw- en Sint Joosland 
· Nisse 
· Noordgouwe 
· Oostburg 
· Oostkapelle 
· Oud-Vossemeer 
· Oudelande 
· Ovezande 
· Poortvliet 
· Retranchement 
· Rilland-Bath 
· Ritthem 
· Sas van Gent 
· Scherpenisse 
· Schoondijke 
· Sint-Annaland 
· Sint Jansteen 
· Sint-Maartensdijk 
· Sint Philipsland 
· Sluis 
· Sluis-Aardenburg 
· Stavenisse 
· Valkenisse 
· Vogelwaarde 
· Waarde 
· Waterlandkerkje 
· Wemeldinge 
· Westdorpe 
· Westerschouwen 
· Westkapelle 
· Wissenkerke 
· Wolphaartsdijk 
· Zaamslag 
· Zierikzee 
· Zuiddorpe 
· Zuidzande